# Patrick Crotty
Patrick James Crotty (Irisch: Pádraig Séamus Crotty; * 23. November 1902 in Waterford, County Waterford; † 26. November 1970 in Piltown, County Kilkenny) war ein irischer Politiker der Fine Gael (FG), der zwischen 1948 und 1969 Mitglied des Dáil Éireann, des Unterhauses des Parlaments (Oireachtas) der Republik Irland, war. Darüber hinaus war er von 1954 bis 1957 Parlamentarischer Sekretär beim Minister für Industrie und Handel in der zweiten Regierung Costello.

## Leben
Patrick James Crotty absolvierte ein Studium am University College Cork (UCC). Als Kandidat der Fine Gael (FG) bewarb er sich bei den 4. Februar 1948 im Wahlkreis Carlow Kilkenny erstmals für einen Sitz im Dáil Éireann, dem Unterhaus des Parlaments (Oireachtas) der Republik Irland, und wurde mit 5438 Stimmen (11,91 Prozent) erstmals zum Abgeordneten (Teachta Dála) gewählt. Er gehörte dem Dáil als Vertreter des Wahlkreises Carlow Kilkenny nach seinen Wiederwahlen am 14. Mai 1951, 15. Dezember 1954, 5. März 1957, 4. Oktober 1961 sowie  Wahlen am 7. April 1965 bis zum 18. Juni 1969 an.
In der zweiten Regierung Costello war Crotty vom 2. Juni 1954 bis zum 20. März 1957 Parlamentarischer Sekretär beim Minister für Industrie und Handel. Bei den Wahlen am 18. Juni 1969 verzichtete er auf eine erneute Kandidatur für den Dáil, woraufhin sein Sohn Kieran Crotty im Wahlkreis Carlow Kilkenny zu seinem Nachfolger als Teachta Dála gewählt wurde und dem Unterhaus zwanzig Jahre lang bis zum 15. Juni 1989 angehörte.